# Нордовка
Нордовка (баш. Нордовка) — село в Мелеузовском районе Башкортостана, административный центр Нордовского сельсовета. Согласно переписи 2020 года население составляло 872 человека.

## Население
| 2002 | 2009  | 2010  |
| ---- | ----- | ----- |
| 925  | ↗1015 | ↘1000 |

Национальный состав
Согласно переписи 2002 года, преобладающая национальность — русские (70 %).

## Географическое положение
Находится на правом берегу реки Ашкадар.
Расстояние до:
- районного центра (Мелеуз): 40 км,
- ближайшей ж/д станции (Зирган): 25 км.

## Религия
В селе есть православная церковь Святых бессеребренников и целителей Космы и Дамиана — построена в конце XIX века. После Октябрьской революции служила зернохранилищем. Службы возобновились в 1946 году.